# Sue Bond
Sue Bond (Aylesbury, Buckinghamshire, Engeland, 9 mei 1945) is een Brits actrice.
Bond was vooral in de jaren 70 en begin jaren 80 een bekend gezicht op de Britse televisie. Ze maakte vele tv-optredens, zoals in The Benny Hill Show, George and Mildred, Love Thy Neighbour en Robin's Nest. Ook speelde ze kleine rollen in enkele films.
Ze is getrouwd geweest met David Bond.
In 1992 poogde de blondine een carrière te starten als zangeres.

## Filmografie
- Clegg (1969) - Panties Girl
- The Nine Ages of Nakedness (1969) - Buxom Wench
- Secrets of Sex (1970) - The Call Girl
- The Yes Girls (1971) - Maria
- Freelance (1971) - Girl in blue film (1)
- Casanova (miniserie, 1971) - Whore
- Now Look Here televisieserie - rol onbekend (episode 1.3, 1971)
- The Magnificent Seven Deadly Sins (1971) - Girl with glasses (segment 'Lust')
- The Fenn Street Gang televisieserie - Dolly (afl. onbekend, 1971)
- Doctor in Charge televisieserie - rol onbekend (afl., The Taming of the Wolf, 1972)
- Love Thy Neighbour televisieserie - Barmeid (episode 1.5, 1972)
- White Cargo (1973) - Desiree
- The Creeping Flesh (1973) - Girl in Tavern (niet op aftiteling)
- The Benny Hill Show televisieserie - verschillende rollen (8 afl., 1970-1973)
- Thriller televisieserie - Karen (afl., File It Under Fear, 1973)
- And Mother Makes Three televisieserie - Nellie McQueen (afl., The Eve of the Day, 1973)
- O Lucky Man! (1973) - rol onbekend
- Billy Liar televisieserie - Dishy bird (afl., Billy and the Long Lunch, 1973)
- The Best of Benny Hill (1974) - verschillende rollen (alleen een credit)
- Dixon of Dock Green televisieserie - Marion (afl., Jack the Lad, 1974)
- Love Thy Neighbour televisieserie - Amy (episode 5.3, 1975)
- And Mother Makes Five televisieserie - Winkelbediende (afl., The Mating Test, 1975)
- Spring and Autumn televisieserie - Barmeid (episode 4.7, 1976)
- Look, Mike Yarwood! televisieserie - rol onbekend (1976)
- George & Mildred televisieserie - Cynthia (afl., No Business Like Show Business, 1977)
- Robin's Nest televisieserie - Fiona (afl., Should Auld Aquaintance, 1979)
- George & Mildred televisieserie - Gloria (afl., In Sickness and in Health, 1979)
- Leave Him to Heaven (televisiefilm, 1979) - Janeen
- George & Mildred (1980) - Marlene
- All Creatures Great and Small televisieserie - Lydia (afl., Be Prepared, 1980)
- Keep It in the Family televisieserie - Mimi (afl., A Friend in Need, 1980)
- Let There Be Love televisieserie - Buurvrouw (1982)
- Jack of Diamonds televisieserie - Gloria (afl., Going Dutch, 1983)
- Mind Your Language televisieserie - Rita (serie 4, afl. onbekend, 1986)
- The Kult Kollection (dvd, 2004) - Rhonda 'Pickles' Bond

- Library of Congress Control Number: nr2005002863
- Virtual International Authority File: 7344353
- WorldCat: E39PBJwCVJm9trXJdHqJ4y3RKd